# Matthias Menius
Matthias Menius (auch: Maine, Mainius, Meine; * 1544 in Danzig; † 3. Januar 1601 in Königsberg) war ein deutscher Mathematiker, Astronom und Bibliothekar.

## Leben
Menius hatte nach dem Besuch der Schule seiner Heimatstadt am 20. Oktober 1558 ein Studium an der Universität Wittenberg begonnen. Hier hatte er als Danziger Stipendiat des Rates noch Philipp Melanchthons Vorlesungen besucht. Aber auch die Vorlesungen bei Esrom Rüdinger in Physik, bei Petrus Vincentius in Logik und auch die mathematischen Vorlesungen Sebastian Theodoricus, Caspar Peucer, Matthäus Blöchinger und Bartholomäus Schönborn dürfte er besucht haben. Am 29. August 1570 erwarb er sich in Wittenberg den akademischen Grad eines Magisters der philosophischen Wissenschaften.
1571 heiratete er in Görlitz die Bürgermeisterstochter Clara Weidner und übernahm im gleichen Jahr die Stelle des Rektors der Johannisschule in Danzig. 1572 erhielt er zudem eine außerordentliche Professur der Astronomie am dortigen Gymnasium, welche 1579 in eine ordentliche Professur gewandelt wurde. In seine Danziger Zeit fällt eine Veröffentlichung einer Beobachtung eines neuen Sterns, den er 1572 im Sternbild Kassiopeia entdeckte. In jener Zeit hatte er den großen Astronomen Tycho Brahe bei der Anlage dessen Werkes progymnasmat. Astronom. Instauratae unterstützt. Zudem hatte er an dem Manuskript  de ortu et occasu lunae supputando gearbeitet, welches jedoch nicht im Druck erschien.
Er hatte sich in der damaligen Gelehrtenwelt einen Namen erworben. Dies führte dazu, dass er 1579 als Professor der Mathematik an die Universität Königsberg berufen wurde. Hier trat er für die Lehren des Nikolaus Kopernikus ein und war ein Anhänger des Gregorianischen Kalenders. Zudem hat er von 1568 bis 1602 selbst Kalender angefertigt. 1585 wurde er zudem fürstlicher Bibliothekar und hatte sich auch in den Jahren 1587, 1593 sowie 1599 als Rektor der Alma Mater an deren organisatorischen Aufgaben beteiligt.
Als Kalendermacher war er der Nachfolger von Nikolaus Neodomus.

## Schriften (Auswahl)
- Von aller Geschlecht der Cometen / jeder Zeit / wan die erscheine zugebrauchen / vnd von dessen Wirckungen / der vns zu Dantzigk den 12. Nouembris dieses 1577. Jar erschienen ist. Jacob Rhode, Danzig 1578 (uni-halle.de).
- Gründliche Observationes Astronomicae i. d. Absehung oder Abmessung des einigen Cometen …. Danzig 1581.
- De rotunditate terrae et aquae. Königsberg 1591.
- Prognosticon auf das Jahr 1588.